# Prestonia guianensis
Prestonia guianensis är en oleanderväxtart som beskrevs av Henry Allan Gleason. Prestonia guianensis ingår i släktet Prestonia och familjen oleanderväxter. Inga underarter finns listade i Catalogue of Life.